# زوران ديميتريفيتش (لاعب كرة قدم)
زوران ديميتريفيتش هو لاعب كرة قدم صربي في مركز الدفاع، ولد في 29 أغسطس 1963 في براني في الجبل الأسود. لعب مع النجم الأحمر بلغراد ورادنيتشكي نيش ونادي أو إف كيه بيوغراد ونادي موغرن.

## وصلات خارجية
- زوران ديميتريفيتش (لاعب كرة قدم) على موقع قاعدة بيانات كرة القدم.إي يو (الإنجليزية)